# 262 Valda
262 Valda (mednarodno ime je tudi 262 Valda) je majhen asteroid tipa S v glavnem asteroidnem pasu. 

## Odkritje
Asteroid je odkril avstrijski astronom Johann Palisa 3. novembra 1886 na Dunaju . Izvor njegovega imena ni znan.

## Lastnosti
Asteroid Valda obkroži Sonce v 4,08 letih. Njegova tirnica ima izsrednost 0,214 nagnjena pa je za 7,709° proti ekliptiki. Njegov premer je med 11 in 24 km.